# Tomešnjak (Gaćinov Školj)
Koordinati:   44°00′42″N, 15°09′32″E
Tomešnjak je majhen nenaseljen otoček v Jadranskem morju, ki pripada Hrvaški.
Tomešnjak, ki je  na nekaterih pomorskih kartah označen tudi kot Gaćinov Školj, leži okoli 0,5 km vzhodno od jugovzhodnega dela otoka Iž. Njegova površina meri 0,082 km². Dolžina obalnega pasu je 1,2 km. Najvišji vrh je visok 21 mnm.